# Площадь Князя Святослава
Площадь Князя Святослава  (укр. Площа Князя Святослава) расположена в Зализничном районе города Львов. Она примыкает к улице Ярослава Мудрого, соединяющей улицы Шевченко и Городокскую.

## Описание
Длина площади Князя Святослава составляет около 100 метров, а ширина — около 60. С востока площадь прилегает к улице Ярослава Мудрого, с юга — к улице Морозенко. У западной части площади начинается улица Елены Степанив. Посреди площади расположена автостоянка, где в советское время работала автобусная станция пригородного сообщения яворовское направление).

## История и застройка
В XIX веке в районе современной улицы Ярослава Мудрого располагались военные учреждения, что, в частности, отразилось и в названиях (современных и бывших) улиц. Поэтому этот участок Львова активно не застраивали, и только в 1885 году здесь сформировалась площадь Юзефа Бема, названная так в честь польского строителя и полководца, участника Ноябрьского восстания 1830—1831 годов. В период немецкой оккупации Львова она была переименована в Де Виттеплац в честь Яна де Витте, архитектора Доминиканского собора во Львове и военного коменданта Каменец-Подольского. В июле 1944 года ей было возвращено довоенное название, а уже в 1946 году она была переименована в площадь Ярослава Мудрого. С 1993 года площадь носит имя киевского князя Святослава Игоревича.
В архитектурном ансамбле площади Князя Святослава присутствуют здания, построенные в стилях классицизма и венского сецессиона, а также современная жилая застройка 2010—2020-х годов.
№ 3 — в здании в межвоенный период размещалась фабрика «Арма» (пол. Fabryka Broni і Maszyn «Arma»), где производился широкий ассортимент военной амуниции — от солдатских ложек до кавалерийских сабель, охотничьего и спортивного оружия. Эта продукция экспортировалась за пределы Польши, больше всего в страны Ближнего Востока. Также на этой фабрике проводились работы по модернизации стрелкового оружия производства германской фабрики «Mauser», а также австрийских винтовок и самозарядных пистолетов Манлихера и российских винтовок Мосина.
№ 5 — в доме работает частный детский сад «7 звёздочек».